# Cierra Burdick
Cierra Burdick, née le 30 septembre 1993 à Charlotte (Caroline du Nord) est une joueuse américaine de basket-ball.

## Biographie
Formée aux Volunteers du Tennessee, elle est draftée en 2015 par les Sparks de Los Angeles, mais son contrat est rompu avant le début de saison. Elle fait ses débuts en WNBA avec le Dream d'Atlanta. 
Après la blessure de Nayo Raincock-Ekunwe, elle est engagée en novembre par le club français de LDLC ASVEL puis, en janvier, prolongée jusqu'à la fin de la saison.

## Palmarès

### Sélection nationale

#### Seniors
- Médaille d'or au championnat du monde 3x3 (2014)

#### Jeunes
- Médaille d'or au championnat du monde U17 (2010)
- Médaille d'or au championnat des Amériques U16 (2009)

### En club
- WNBA Commissioner's Cup 2021
- Finaliste du Championnat de France : 2021-22[6]